# モンテジョーコ
モンテジョーコ（伊: Montegioco）は、イタリア共和国ピエモンテ州アレッサンドリア県にある、人口約300人の基礎自治体（コムーネ）。

## 地理

### 位置・広がり
| 隣接するコムーネは以下の通り。 - アヴォラスカ - チェッレート・グルーエ - コスタ・ヴェスコヴァート - モンレアーレ - モンテマルツィーノ - サレッツァーノ |

## 行政

### 分離集落
モンテジョーコには、以下の分離集落（フラツィオーネ）がある。
- Capanna, Fabbrica, Faravella, Montegioco Alto, Palazzo, Piaggio, Pragrasso, Saliceti